# 古津駅

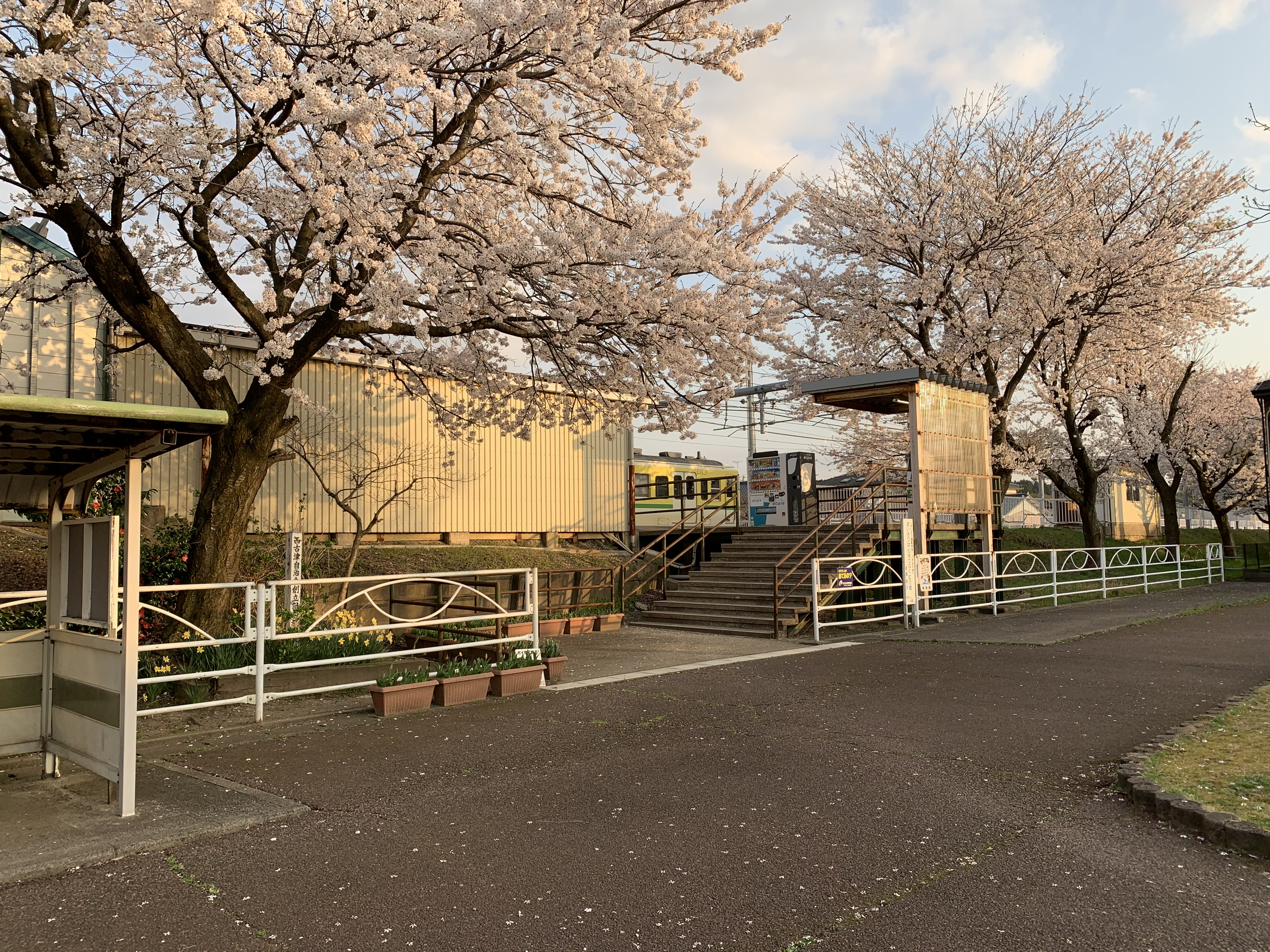
西口（2021年4月）

古津駅（ふるつえき）は、新潟県新潟市秋葉区朝日にある、東日本旅客鉄道（JR東日本）信越本線の駅である。

## 歴史
- 1943年（昭和18年）9月28日：鉄道省（国有鉄道）の古津信号場として開設[2]。
- 1949年（昭和24年）5月28日：駅に昇格し、古津駅開業[1]。
- 1970年（昭和45年）10月1日：荷物の扱いを廃止[2][3]。駅員無配置駅となり[4]、簡易委託化[5]。
- 1979年（昭和54年）4月1日：現駅舎の使用を開始[6]。
- 1987年（昭和62年）4月1日：国鉄分割民営化により、JR東日本の駅となる[2]。
- 2006年（平成18年）1月21日：ICカード「Suica」の利用が可能となる[7]。
- 2012年（平成24年）5月1日：名誉駅長を配置[8]。

## 駅構造
相対式ホーム2面2線を有する地上駅で、両ホームは跨線橋で連絡している。
新津駅が管理する無人駅となっているが、駅および駅周辺の美化活動を行うボランティアとしてJR東日本OBに名誉駅長を委嘱している。簡易Suica改札機が東口駅舎内、西口階段に設置されている。駅舎は1番線に面する東口側にのみ設けられており、自動券売機（現金またはオレンジカードのみ使用可能で、Suicaは使用不可）、飲料自動販売機、列車運行状況を知らせる液晶ディスプレイ、トイレがある。西口には駅舎はなく、ホーム上の待合室内に乗車駅証明書発行機が設置されている。のちに、列車運行状況を知らせる電光掲示板が追加されて取り付けられた。

### のりば
| 番線 | 路線      | 方向 | 行先       |
| ---- | --------- | ---- | ---------- |
| 1    | ■信越本線 | 上り | 東三条方面 |
| 2    | ■信越本線 | 下り | 新津方面   |

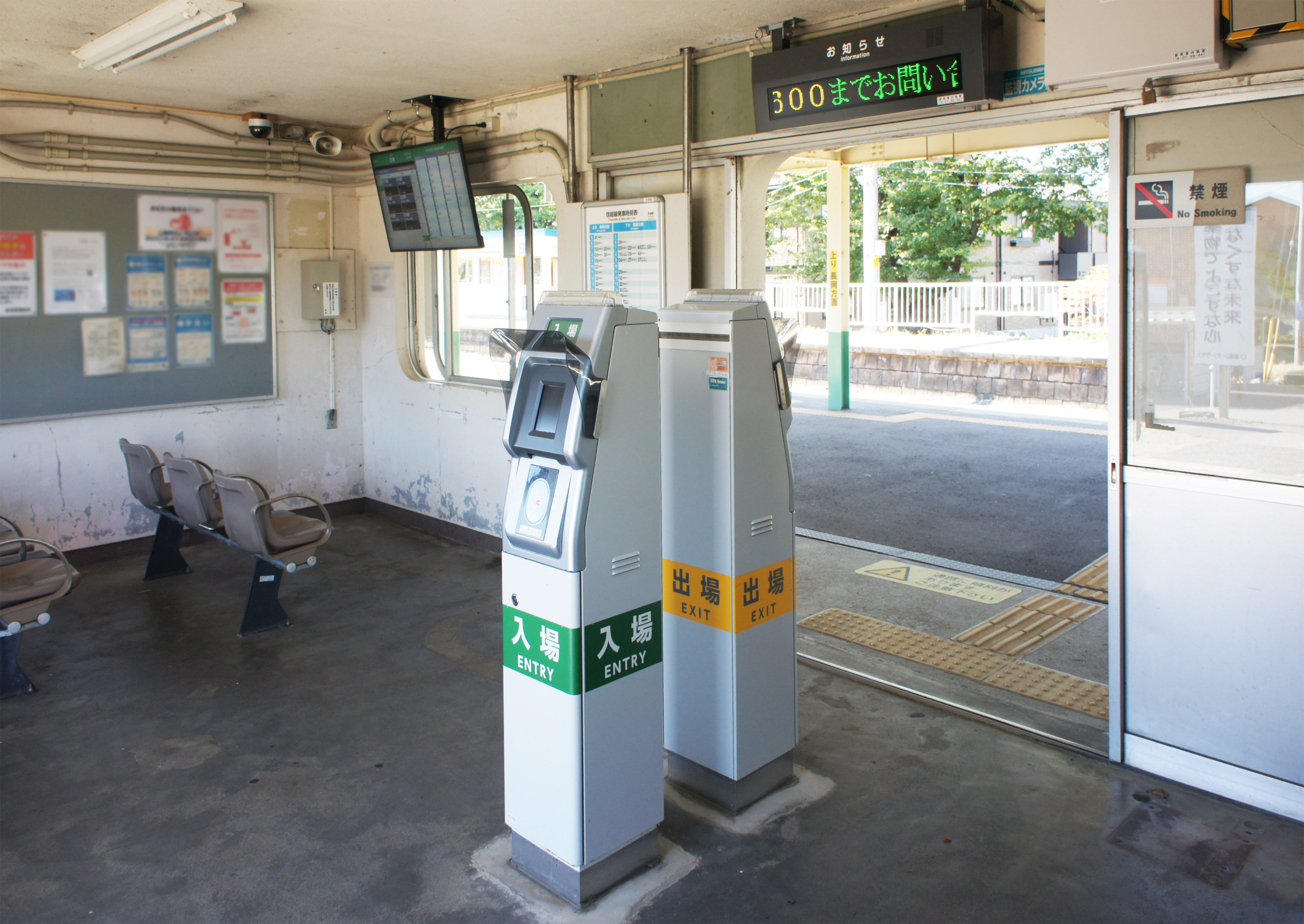
東口改札（2021年9月）
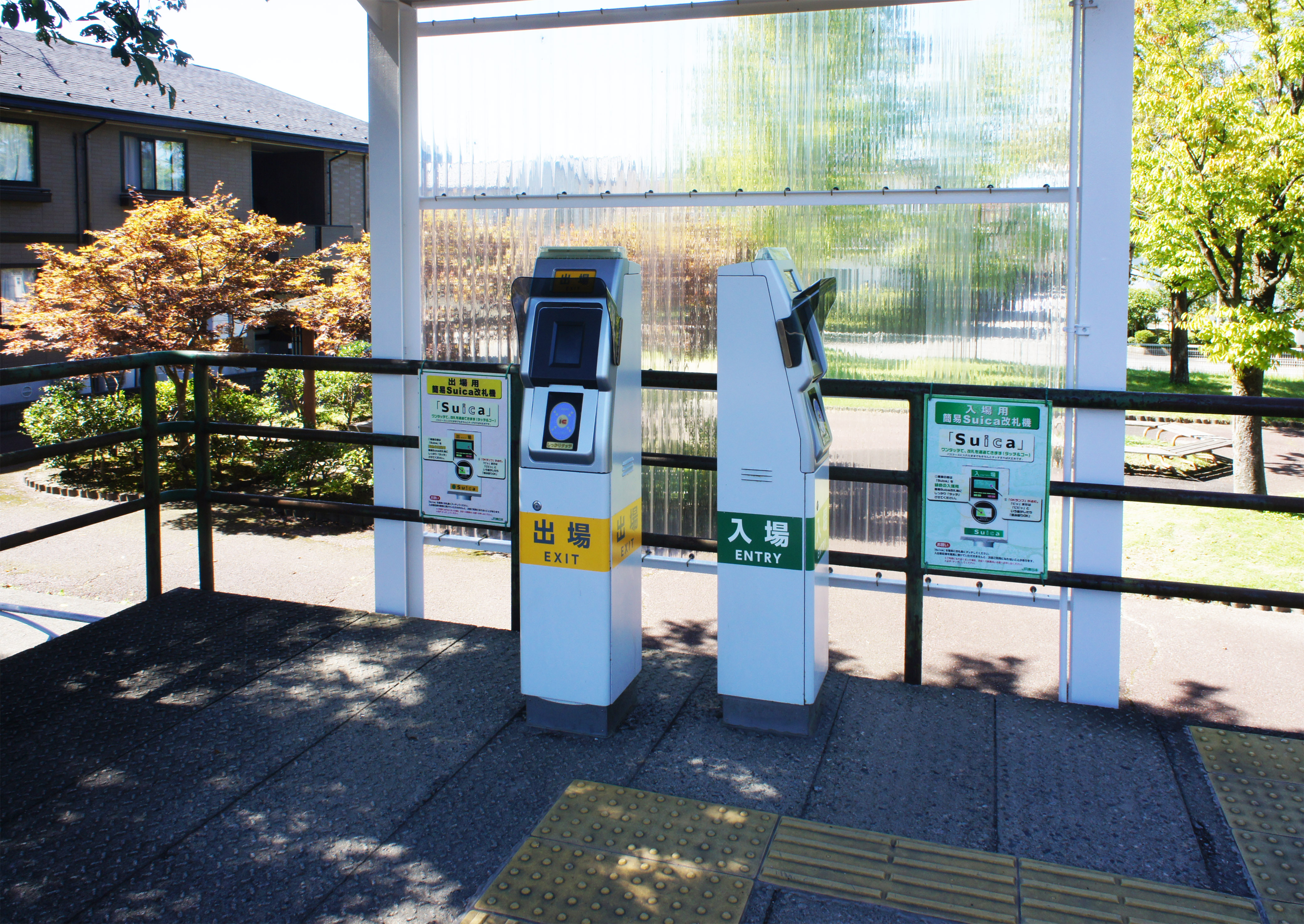
西口改札（2021年9月）
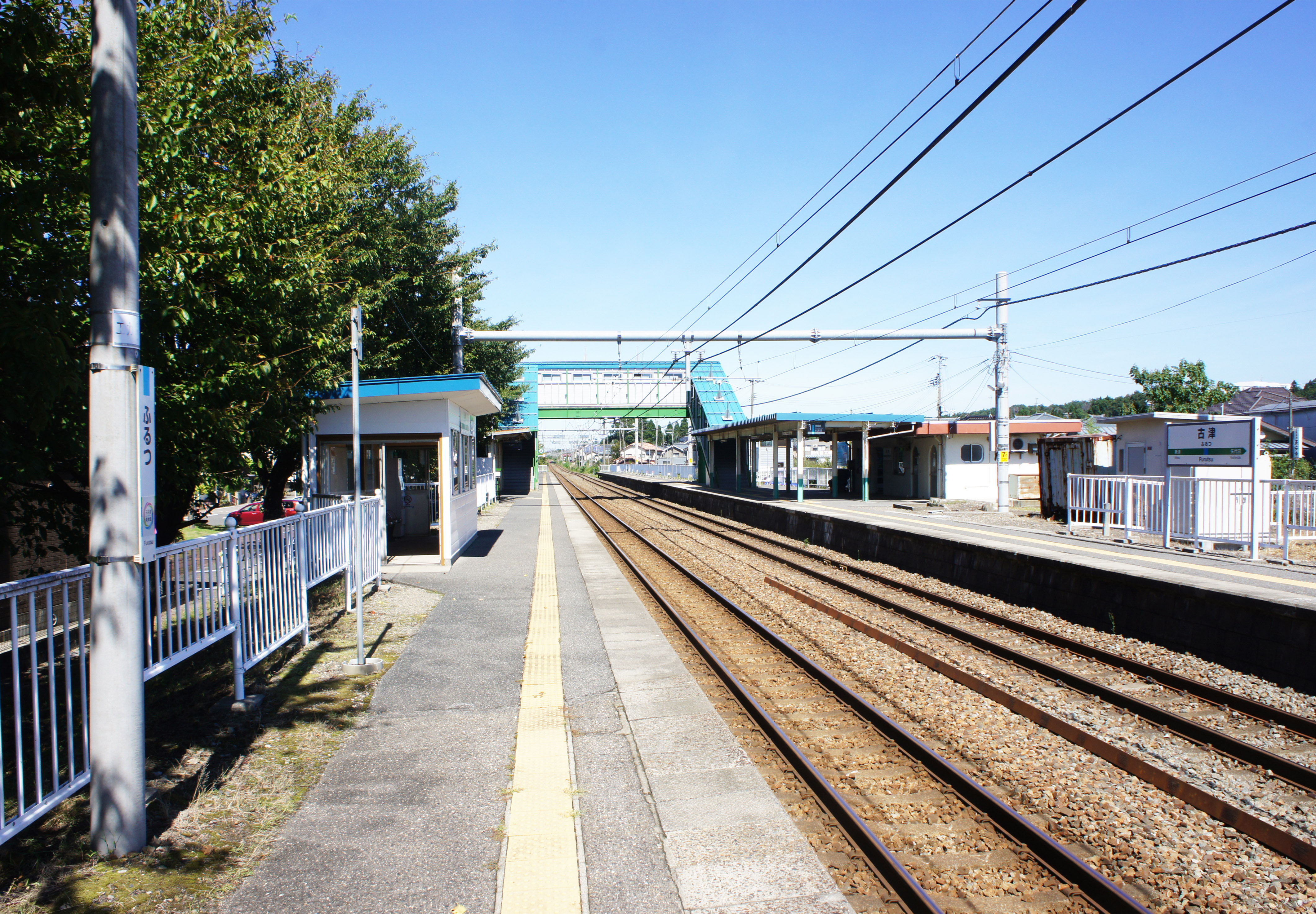
ホーム（2021年9月）
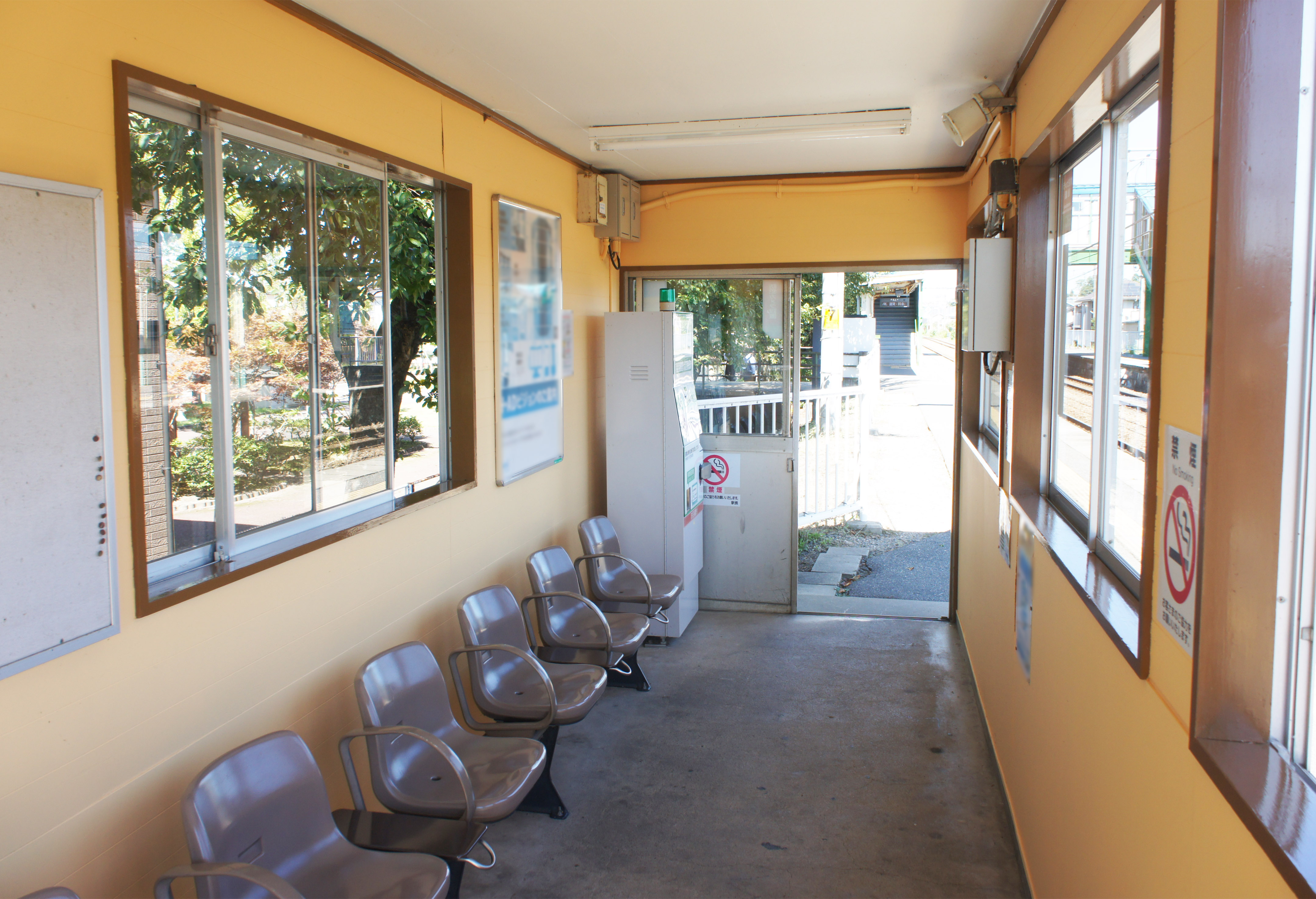
2番線ホーム待合室（2021年9月）
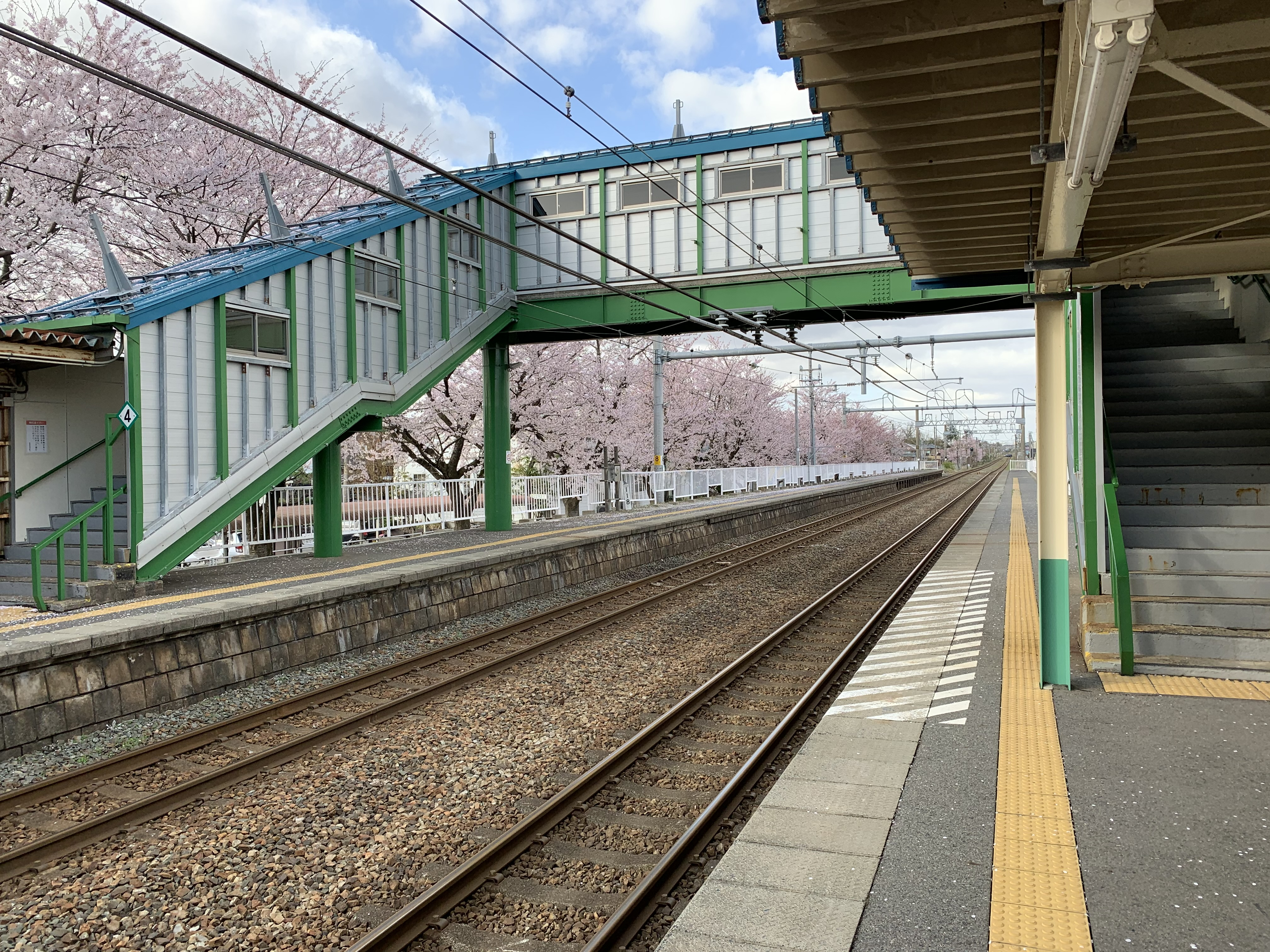
ホームいっぱいに桜の花が咲く古津駅のプラットフォーム[10]（2021年4月）

## 利用状況
「新潟市統計書」によると、2005年度（平成17年度）- 2010年度（平成22年度）の1日平均乗車人員の推移は以下のとおりであった。なお、新潟市合併前の2004年度（平成16年度）以前のデータは非公表となっている。
| 乗車人員推移       | 乗車人員推移     | 乗車人員推移 |
| 年度               | 1日平均 乗車人員 | 出典         |
| ------------------ | ---------------- | ------------ |
| 2005年（平成17年） | 805              | [ 11 ]       |
| 2006年（平成18年） | 855              | [ 11 ]       |
| 2007年（平成19年） | 899              | [ 11 ]       |
| 2008年（平成20年） | 912              | [ 11 ]       |
| 2009年（平成21年） | 964              | [ 11 ]       |
| 2010年（平成22年） | 995              | [ 11 ]       |

無人駅については、発券データが正確に計上されないとして、2011年度（平成23年度）以降の乗車人員データが非公表となった。

## 駅周辺
駅周辺は住宅地となっている。駅東側はかつての中蒲原郡金津村の中心地にあたる。

### 東口
- 新潟県道167号古津停車場線
- 新潟県道320号新津小須戸線
- 新潟薬科大学（新津キャンパス）
- 新潟市立金津中学校
- 新潟市立金津小学校
- JA新津さつき 金津支所
- 花と遺跡のふるさと公園
  - 新潟市新津美術館
  - 新潟県立植物園
  - 新潟県埋蔵文化財センター
  - 古津八幡山遺跡
- 正安寺

### 西口
- 国道403号（新津南バイパス）

## バス路線
東口側の県道320号沿いに「古津駅前」バス停が設置されており（徒歩約5分）、新潟交通観光バスの路線バス「矢代田線」と秋葉区が運行するコミュニティバス「秋葉区区バス」が経由する。
区バスの両方面と新潟交通観光バスの新津中心部方面の停留所は古津駅前丁字路角近くに設置されているが、新潟交通観光バスの小須戸・白根方面の停留所は丁字路から約200メートル南西の古津交差点角に設置されているため、利用の際には注意が必要となる。
| バス停名                      | 方面             | 行先                                                | 出典   |
| ----------------------------- | ---------------- | --------------------------------------------------- | ------ |
| 古津駅前 （古津駅前丁字路角） | 新津方面         | - SW3・SW4：新津駅 - 秋葉区バス：（循環）新津駅東口 | [ 12 ] |
| 古津駅前 （古津駅前丁字路角） | 小須戸方面       | 秋葉区バス：（循環）新津駅西口                      | [ 12 ] |
| 古津駅前 （古津交差点角）     | 小須戸・白根方面 | - SW3：白根・潟東営業所 - SW4：白根                 | [ 12 ] |

このほか、丁字路北側の「朝日」バス停は、上記の路線に加えて金津方面の路線（金津線）が経由する。

## 隣の駅
東日本旅客鉄道（JR東日本）
■信越本線
■快速
通過
■普通
矢代田駅 - 古津駅 - 新津駅